# Huracán Diane
El huracán Diane fue el huracán del Atlántico  más destructivo y el que causó un mayor coste económico de la temporada de huracanes de 1955. Fue uno de los tres huracanes que azotaron Carolina del Norte durante ese año.

## Evolución meteorológica
Formado el 7 de agosto de una ola tropical que generó una depresión tropical, entre las Antillas Menores y Cabo Verde, Diane inicialmente se movió hacia el oeste-noroeste con poco cambio en su intensidad, pero empezó a fortalecerse rápidamente después de girar al norte-nordeste. El 12 de agosto, el huracán alcanzó su punto máximo, con vientos sostenidos de 170 km/h, llegando al máximo de la Categoría 2. El 13 de agosto la tormenta retomó la dirección oeste-noroeste. El aire más frío de la zona hizo que Diane se debilitase gradualmente, entrando en el continente cerca de Wilmington (Carolina del Norte), como una fuerte tormenta tropical alrededor del 17 de agosto, justo cinco días después de que el huracán Connie hubiera golpeado cerca el mismo punto. Tras ingresar al continente, Diane perdió fuerza y la Administración Nacional Oceánica y Atmosférica de los Estados Unidos observó que su capacidad de destrucción disminuía. La tormenta giró luego al nordeste, acercándose nuevamente hacia el Océano Atlántico y produciendo intensas lluvias. A partir del 19 de agosto, abandonó el continente al sureste de la ciudad de Nueva York, transformado en un ciclón extratropical dos días más tarde, disipándose completamente hacia el 23 de agosto.

## Consecuencias
A pesar de que Diane accedió por Carolina del Norte, su impacto en el estado fue pequeño, limitándose a lluvias moderadas, mareas anormalmente altas y vientos relativamente fuertes. En comparación, más al norte, se produjeron inundaciones catastróficas en Pensilvania, Nueva Jersey, Nueva York y Nueva Inglaterra. De los 287 medidores de caudal repartidos por la región, 129 registraron niveles máximos después de las inundaciones producidas por el huracán, algunos de más del doble de los registros anteriores. La mayoría de las inundaciones se produjeron a lo largo de pequeñas cuencas hidrográficas, que subieron rápidamente de nivel, y en pocas horas, inundaron numerosas áreas pobladas. Quedaron destruidos 815 edificios y gran número de campos de cultivo. Además, se vieron seriamente dañadas carreteras, puentes, tendidos eléctricos y vías férreas.
Al menos se produjeron 184 muertes.
En conjunto, los daños del huracán Diane se cuantificaron en 831,7 millones de dólares, de los cuales 600 millones de dólares fueron en Nueva Inglaterra.  Esta cantidad, aplicado un coeficiente deflactor de corrección en 2010 correspondía a la cantidad de 7.400 millones de dólares.

### Carolina del Norte
La entrada de Diane a tierra firme se produjo por Carolina del Norte en la zona de Hatteras con vientos de 80 km/h y ráfagas de 119 km/h en Wilmington, donde las mareas alcanzaron niveles de entre 1,8 a 2,4 m por encima de lo normal y olas de 3,7 m de altura. La tempestad dañó casas cercanas a las playas, inundó  carreteras costeras y derribó muros que ya estaban inestables a causa del huracán Connie que había pasado unos días antes.
El centro del huracán pasó por Wilmington sin que hubiera un descenso de la fuerza de los vientos, lo que sugirió que el ojo era casi inexistente. Además, las precipitaciones que cayeron en el centro de la ciudad fueron escasas, si bien mayores que en el resto del estado. En Carolina del Sur, las lluvias fueron insignificantes.

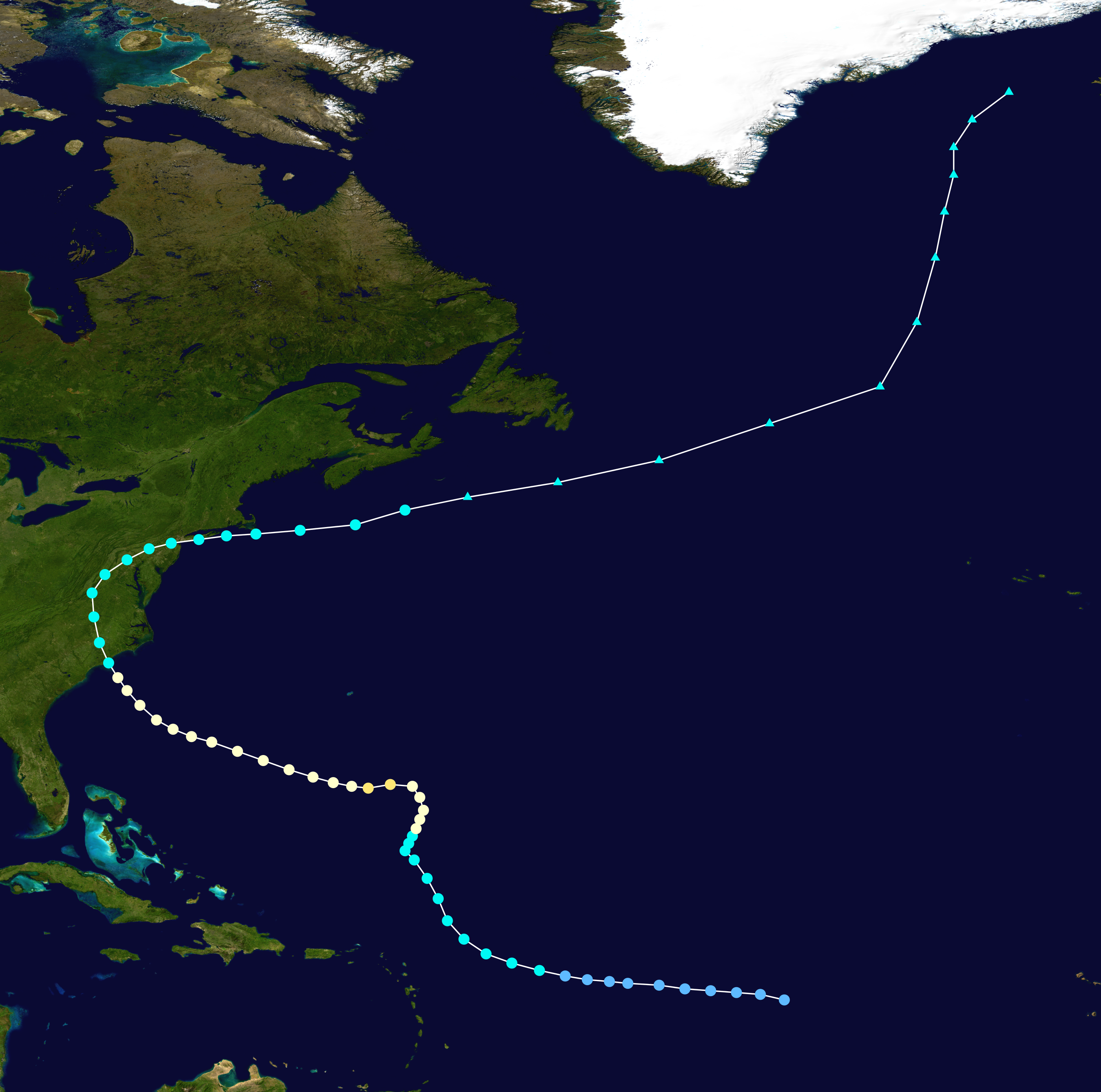
Mapa con el recorrido e intensidad de Diane, según la escala de huracanes de Saffir-Simpson

### Nueva Inglaterra
Los mayores daños se registraron en Connecticut, donde las inundaciones afectaron a cerca de dos tercios del estado. Los principales cauces y valles se inundaron durante la tempestad. El río Connecticut en  Hartford registró el tercer mayor nivel de su historia. El desbordamiento del río Naugatuck derribó todos los puentes a su paso y causó daños importantes en Ansonia. En Waterbury murieron 30 personas.
En Rhode Island las inundaciones más importantes tuvieron lugar al norte del estado, principalmente a lo largo del río Blackstone. También sufrieron inundaciones importantes la mayor parte del sur de Massachusetts, desde la frontera con Nueva York en dirección a Worcester, esta última inundada casi en su mitad por el desbordamiento de los ríos Charles y Neponset.
Massachusetts ocupó el segundo lugar en daños, especialmente por la cantidad de sótanos inundados, contabilizándose 12 fallecimientos.
En Connecticut, a lo largo de  unos 14 años después del huracán se construyeron 29 represas, tres de ellas en el Río Connecticut con un coste de 70 millones de dólares.
Tras las inundaciones de Diane, las ciudades en Massachusetts ampliaron el alcantarillado y mejoraron los sistemas de drenaje, además de construir vertederos hidráulicos; estos sistemas ayudaron a mitigar inundaciones posteriores.

### Atlántico Medio
En la región del Atlántico Medio, antes de que Diane cruzara Virginia, la lluvia se mantuvo intensa en la Cordillera azul en la que fue creciendo el caudal de los ríos. En las proximidades de Richmond hubo importantes crecidas y vientos de más de 100 km/h en Roanoke. En Pensilvania, las vías férreas destruidas se rehabilitaron a lo largo de los dos meses siguientes, durante cuyo periodo el tráfico ferroviario a lo largo de Delaware, Lackawanna y Western Railroad estuvo cortado. 
Las inundaciones a lo largo del río Lehigh, afluente del Delaware, arrasaron 15 plantas industriales, que dajaron a más de 15000 personas de Allentown, temporalmente sin trabajo. El alcalde de Scranton declaró un estado de emergencia debido a las inundaciones, obligando a todos los negocios a cerrar. Los soldados del ejército de los Estados Unidos tuvieron que realizar trabajos de abastecimiento de agua potable a la población. Por otro lado, la Guardia Nacional de Pensilvania establació rondas de vigilancia en las calles de los pueblos afectados para evitar saqueos.
Como respuesta posterior, en Pensilvania el gobierno federal recuperó los planes de la década de 1930 para construir represas a lo largo del río Delaware y poder tener mayor control sobre futuras crecidas. También creó un impuesto sobre los cigarrillos para ayudar a cubrir los daños causados por la tormenta que se mantuvo cerca de dos años, así como un incremento del impuesto sobre la gasolina que posteriormente se hizo permanente para el pago del Sistema Interestatal de Autopistas. Los dos impuestos, supusieron un aumento de 1 centavo de dólar por contribuyente cada uno, que en total sumaron 71 millones de dólares, parte de los cuales fueron destinados para desastres futuros.